# 히마바트
히마바트(산스크리트어: हिमवान 히마바타)는 힌두교에서 히말라야산맥을 의인화한 것이다. 그는 히말라야의 수호신이며 마하바라타 서사시와 다른 힌두교 경전에 언급되어 있다.

## 명명법
다양한 힌두 경전은 히말라야 산맥을 다른 이름으로 의인화한 것을 언급하며, 따라서 히마바트는 히마반트(산스크리트어: हिमवन्त) 히마반(산스크리트어: हिमवान्), 히마라자(산스크리트어: हिमराज), 파르바테슈와라(산스크리트어: पर्वतेश्वर)로도 불린다.

## 전설
히마바트는 강의 여신인 강가와 라기니, 그리고 시바의 두 번째 배우자이자 첫 번째 배우자인 사티의 환생인 파르바티를 낳았다. 그의 아내는 라마야나에 따르면 메루산의 딸인 베다 여신 마이나바티이거나, 비슈누 푸라나와 같은 다른 사료에 따르면 스바다와 피테스 계급의 일원인 그녀의 남편 카비의 딸이다.
시바 푸라나는 히마바트와 미나 사이의 결혼식을 설명한다.
데비 바가바타 푸라나의 제7스칸다의 마지막 9장(31-40)에서 발견되는 데비 기타의 신성한 텍스트는 파르바티와 그녀의 아버지 히마바트 사이의 대화이다. 그것은 데비의 보편적인 형태, 우파니샤드의 주요 텍스트에 대한 명상, 아쉬탕가 요가, 즈냐냐, 카르마 및 바크티 요가, 데비에게 봉헌된 사원의 위치 및 그녀의 숭배와 관련된 의식을 다룬다.
그의 이야기는 브라흐만다 푸라나와 케나 우파니샤드에도 언급되어 있다.
크리슈나는 한때 히마바트를 달래기 위해 히말라야 봉우리에서 고행했으며, 이로 인해 그의 장남 프라드윰나는 그가 가장 좋아하는 아내 루크미니에게서 태어났다.

## 참고 문헌
- W. J. Wilkins (2003). 《Hindu Gods and Goddesses》. Courier Dover Publications. ISBN 0486431568.
- Dictionary of Hindu Lore and Legend (ISBN 0-500-51088-1) by Anna Dallapiccola.